# Belleville, Kansas
Belleville là một thành phố thuộc quận Republic, tiểu bang Kansas, Hoa Kỳ. Năm 2010, dân số của xã này là 1991 người.

## Dân số
Dân số các năm:
- Năm 2000: 2239 người
- Năm 2010: 1991 người